# Johann Gottlob von Kurr
Johann Gottlob Kurr, ab 1853 von Kurr, (* 15. Januar 1798 in Sulzbach an der Murr; † 9. Mai 1870 in Stuttgart) war ein deutscher Naturwissenschaftler. Seine offizielle botanische Abkürzung lautet „Kurr“.

## Leben und Wirken
Als Johann Gottlob Kurr (nicht Gottlieb, wie häufig z. B. sogar bei IPNI angegeben) ist er als Sohn des Bäckers Johann Michael Kurr (1763–1828) geboren. Der Großvater war Landwirt in Obersteinach (früher Oberamt Gerabronn, heute zur Stadt Ilshofen gehörig).
Die Mutter von Johann Gottlob Kurr war Friederica Luise Kurr geb. Dihm (1766–1800); sie war die Tochter des Försters und Verwalters Christoph Dihm aus Sulzbach an der Murr, der in Diensten des Fürstenhauses Löwenstein-Wertheim stand. Johann Gottlob Kurr war noch nicht drei Jahre alt, als seine Mutter starb. Sein Vater heiratete danach Maria Epting (1777–1811), Tochter des Ölmühlenbesitzers Epting aus Besigheim. Die Mutter von Maria Epting war eine Cousine des Dichters Friedrich Schiller.
Im Jahre 1810 trat Kurr in die Lateinschule in Besigheim ein, wurde aber schon zwei Jahre später Apothekerlehrling bei seinem Onkel Johann Immanuel Epting in Calw. Schon früh trat sein naturwissenschaftliches Interesse hervor, er sammelte in seiner Jugend schon Pflanzen, Schnecken und Steine. In Calw lernte er auch den Botaniker Karl Friedrich Gärtner (1772–1850) kennen.
In den Jahren 1825–1832 führte Kurr zahlreiche Reisen durch. Auf diesen Reisen besuchte er viele Naturforscher und hielt später noch den Kontakt mit ihnen aufrecht. Zwischendurch verwaltete er auch eine Apotheke in Esslingen und lernte dort Franz Fleischer (1801–1878) kennen. Sie verband ab da eine lebenslange Freundschaft. Fleischer und später auch Kurr führten u. a. Sammelreisen für den Esslinger Reiseverein (Unio itineraria, auch Württembergischer naturhistorischer Reiseverein) durch. Kurr war z. B. in Norwegen und sammelte dort sehr viele Flechten und Moose für den Reiseverein. Selber besaß er im Laufe der Zeit auch große Sammlungen. Von diesen Sammlungen sind heute aber nur noch kleinere Teile erhalten, die meisten im Staatlichen Museum für Naturkunde in Stuttgart.
Erst mit 31 Jahren nahm Kurr das Studium der Medizin und Naturwissenschaften an der Universität Tübingen auf. Hier traf er wieder seinen Freund Franz Fleischer (1801–1878). Gemeinsam durchwanderten sie verschiedene Gebirge Süddeutschlands und sammelten u. a. Petrefakten. Nach drei Jahren schloss er sein Studium erfolgreich ab und legte der medizinischen Fakultät seine Bearbeitung der 1831 gestellten Preisaufgabe vor: Untersuchungen über die Bedeutung der Nektarien in den Blumen. So wurde er Doktor der Medizin und Chirurgie. Am 2. November 1832 bekam er eine Anstellung als Nebenlehrer an der Gewerbeschule in Stuttgart.
An dieser späteren Polytechnischen Schule in Stuttgart unterrichtete Kurr Zoologie, Botanik, Mineralogie, Geognosie und Petrefaktenkunde, zuletzt als Professor. Seine Schüler waren zukünftige Real-, Oberreal- und Gewerbeschullehrer. Er führte mit ihnen auch zahlreiche Exkursionen durch. Kurr wird heute als der „wissenschaftliche Stammvater“ des Fachbereichs der Geo- und Biowissenschaften der Universität Stuttgart angesehen, denn aus der Polytechnischen Schule ging die spätere Technische Hochschule hervor, heute die Universität Stuttgart.
Am 2. Juli 1839 heiratete Kurr Amalie Charlotte Becher (1819–1861), Tochter des Stuttgarter Gerichtsnotars Carl Becher. Sie hatten sieben Kinder, von denen die drei Töchter aber früh starben.
In seinen Berufsjahren war Kurr vielseitig tätig; er schrieb zahlreiche Aufsätze oder hielt Vorträge über die verschiedensten Themen aus Botanik, Zoologie, Mineralogie und Geologie.
Er übersetzte auch wichtige Werke zur Mineralogie und Botanik. Tätig war er auch in Vereinen, besonders im Verein für vaterländische Naturkunde in Württemberg, zu dessen Gründungsmitgliedern er gehörte. In den Jahresheften dieses Vereins (heute Gesellschaft für Naturkunde in Württemberg, Sitz: Stuttgart) findet man in den ersten 25 Bänden meist irgendeine Arbeit von Kurr, sei es die Notiz zu einem Vortrag, sei es ein Nachruf. Er wirkte auch bei der Abfassung der damals neu verfassten Oberamtsbeschreibungen mit.
Zeitlebens hatte Kurr immer wieder mit Krankheiten zu tun, die seinen Eifer besonders bei Reisen bremsten. Nach einer gerade glücklich überstandenen Pockenerkrankung im Jahr 1870, war er danach doch so geschwächt, dass er am 9. Mai 1870 starb. Er wurde neben seiner Frau auf dem Hoppenlaufriedhof in Stuttgart beerdigt.

## Werke
- Untersuchungen über die Bedeutung der Nektarien in den Blumen auf eigene Beobachtungen und Versuche gegründet. Stuttgart 1832, urn:nbn:de:bvb:355-ubr12354-3. doi:10.5962/bhl.title.50021.
- Grundzüge der ökonomisch-technischen Mineralogie. Leipzig 1836, urn:nbn:de:bvb:12-bsb10706661-0.
- Beiträge zur fossilen Flora der Juraformation Württembergs. Stuttgart 1846, urn:nbn:de:bvb:12-bsb00006257-9. doi:10.5962/bhl.title.6129.

## Ehrungen
Im Jahr 1853 erhielt Kurr das Ritterkreuz des Württembergischen Kronordens, der mit dem persönlichen Adelstitel verbunden war und nannte sich nun Johann Gottlob von Kurr.
Nach Kurr ist die Pflanzengattung Kurria Hochst. & Steud. aus der Familie der Rötegewächse (Rubiaceae) benannt.